# Campeonato Uruguaio de Futebol de 1981
O Campeonato Uruguaio de Futebol de 1981 foi a 50ª edição da era profissional do Campeonato Uruguaio. O torneio consistiu em uma competição com dois turnos, no sistema de todos contra todos. O campeão foi o Peñarol.

## Classificação
| Pos | Equipe               | Pts | J  | V  | E  | D  | GP | GC | SG  |
| --- | -------------------- | --- | -- | -- | -- | -- | -- | -- | --- |
| 1º  | Peñarol              | 44  | 28 | 19 | 6  | 3  | 63 | 25 | 38  |
| 2º  | Nacional             | 41  | 28 | 17 | 7  | 4  | 61 | 35 | 26  |
| 3º  | Montevideo Wanderers | 32  | 28 | 11 | 13 | 4  | 37 | 27 | 10  |
| 4º  | Bella Vista          | 35  | 28 | 10 | 12 | 6  | 39 | 30 | 9   |
| 5º  | River Plate          | 31  | 28 | 9  | 13 | 6  | 38 | 34 | 4   |
| 6º  | Defensor             | 30  | 28 | 11 | 8  | 9  | 41 | 37 | 4   |
| 7º  | Miramar Misiones     | 30  | 28 | 9  | 12 | 7  | 36 | 33 | 3   |
| 8º  | Huracán Buceo        | 28  | 28 | 7  | 14 | 7  | 32 | 33 | -1  |
| 9º  | Cerro                | 25  | 28 | 7  | 11 | 10 | 37 | 38 | -1  |
| 10º | Rampla Juniors       | 23  | 28 | 6  | 11 | 11 | 23 | 40 | -17 |
| 11º | Liverpool            | 23  | 28 | 7  | 9  | 12 | 22 | 43 | -21 |
| 12º | Danubio              | 21  | 28 | 6  | 9  | 13 | 38 | 39 | -1  |
| 13º | Progreso             | 21  | 28 | 5  | 11 | 12 | 31 | 51 | -20 |
| 14º | Sud América          | 20  | 28 | 5  | 10 | 13 | 28 | 39 | -11 |
| 15º | Fénix                | 16  | 28 | 4  | 8  | 16 | 29 | 51 | -22 |

|  | Campeão uruguaio e classificado à Liguilla Pré-Libertadores. |
|  | Classificados à Liguilla Pré-Libertadores.                   |
|  | Disputam o playoff pela 6ª vaga à Liguilla Pré-Libertadores. |
|  | Disputam os playoffs contra o descenso.                      |
|  | Rebaixado à Segunda Divisão.                                 |

## Playoffpela 6ª vaga à Liguilla Pré-Libertadores
| {{{data}}} | Defensor | 2 – 1  | Miramar Misiones |  |
|            |          | data = |                  |  |

## Playoffscontra o descenso

### Primeira partida
| {{{data}}} | Rampla Juniors | 0 – 1  | Liverpool |  |
|            |                | data = |           |  |

### Segunda partida
| {{{data}}} | Rampla Juniors | 2 – 1  | Liverpool |  |
|            |                | data = |           |  |

### Terceira partida
| {{{data}}} | Rampla Juniors | 0 – 0  | Liverpool |  |
|            |                | data = |           |  |

|  |     | Penalidades |
|  | 5–4 |             |

O Liverpool foi autorizado a permanecer na Primeira Divisão.

## Liguilla Pré-Libertadores da América
A Liguilla Pré-Libertadores da América de 1981 foi a 8ª edição da história da Liguilla Pré-Libertadores, competição disputada entre as temporadas de 1974 e 2008–09, a fim de definir quais seriam os clubes representantes do futebol uruguaio nas competições da CONMEBOL. O torneio de 1981 consistiu em uma competição com um turno, no sistema de todos contra todos. O vencedor foi o Defensor, que obteve seu 3º título da Liguilla.

### Classificação da Liguilla
| Pos | Equipe               | Pts | J | V | E | D | GP | GC | SG |
| --- | -------------------- | --- | - | - | - | - | -- | -- | -- |
| 1º  | Defensor             | 7   | 5 | 3 | 1 | 1 | 8  | 6  | 2  |
| 2º  | Peñarol              | 6   | 5 | 3 | 0 | 2 | 5  | 3  | 2  |
| 3º  | Bella Vista          | 6   | 5 | 3 | 0 | 2 | 4  | 3  | 1  |
| 4º  | Nacional             | 5   | 5 | 2 | 1 | 2 | 6  | 6  | 0  |
| 5º  | Montevideo Wanderers | 3   | 5 | 1 | 1 | 3 | 4  | 6  | -2 |
| 6º  | River Plate          | 3   | 5 | 1 | 1 | 3 | 5  | 8  | -3 |

|  | Campeão da Liguilla e classificado à Libertadores de 1982. |
|  | Disputam o playoff pela 2ª vaga à Libertadores de 1982.    |

### Playoffpela 2ª vaga à Libertadores de 1982
| {{{data}}} | Peñarol | 4 – 0  | Bella Vista |  |
|            |         | data = |             |  |

## Premiação
| Campeonato Uruguaio de 1981  |
| ---------------------------- |
| Peñarol Campeão (37º título) |